# Wyspa Scotta
Wyspa Scotta − niewielka, niezamieszkana wyspa pochodzenia wulkanicznego, położona na obszarze Antarktyki na północnym krańcu Morza Rossa. Została odkryta przez Anglika Williama Colbecka w 1902 roku. Wysokość do 39 m.